# Classe Bismarck (couraçados)
A Classe Bismarck foi uma classe de couraçados operada pela Kriegsmarine, composta pelo Bismarck e Tirpitz. Suas construções começaram em 1936, foram lançados ao mar em 1939 e comissionados na frota alemã em 1940 e 1941. As embarcações foram encomendadas em resposta à Classe Richelieu da Marinha Nacional Francesa e foram projetadas a fim de desempenharem o papel tradicional de enfrentar couraçados inimigos em águas territoriais, porém o alto comando alemão planejou usá-los para atacar navios mercantes britânicos no Oceano Atlântico. Esta incongruência era o resultado da confusão estratégica que dominou a construção naval alemã no decorrer da década de 1930.
Os couraçados da Classe Bismarck eram armados com uma bateria principal composta por oito canhões de 380 milímetros montados em quatro torres de artilharia duplas. Tinham um comprimento de fora a fora de 251 metros, boca de 36 metros, calado de dez metros e um deslocamento carregado de mais de cinquenta mil toneladas. Seus sistemas de propulsão eram compostos por doze caldeiras a óleo combustível que alimentavam três conjuntos de turbinas a vapor, que por sua vez giravam três hélices até uma velocidade máxima de trinta nós (56 quilômetros por hora). Os navios também tinham um cinturão principal de blindagem de 220 até 320 milímetros de espessura.
O Bismarck realizou apenas uma operação em sua carreira, a Operação Rheinübung, uma surtida no Oceano Atlântico com o objetivo de atacar comboios de suprimentos entre a América do Norte e o Reino Unido. Durante esta operação, ele afundou o cruzador de batalha britânico HMS Hood e danificou o couraçado HMS Prince of Wales na Batalha do Estreito da Dinamarca, porém foi danificado a ponto de precisar abortar sua missão. O navio foi perseguido por três dias pela Marinha Real Britânica, sendo afundando em 27 de maio de 1941, provavelmente por uma combinação dos danos infligidos pelos couraçados HMS Rodney e HMS King George V mais ações deliberadas de sua tripulação.
A carreira do Tirpitz foi bem menos dramática. Ele operou brevemente no Mar Báltico em 1941 e então no ano seguinte foi enviado para a Noruega com o objetivo de ameaçar os Comboios do Ártico enviados do Reino Unido para a União Soviética. Sua presença o fez atuar como uma frota de intimidação, prendendo vários ativos navais Aliados na região a fim de contê-lo. O couraçado foi alvo de repetidos ataques lançados pela Marinha Real e Força Aérea Real entre 1942 e 1944, porém ele nunca foi seriamente danificado nestas ações. Foi finalmente afundado em 12 de novembro de 1944, quando foi atingido por ataques aéreos enquanto estava ancorado próximo da cidade de Tromsø.

## Desenvolvimento
A Reichsmarine começou em 1932 uma série de projetos conceituais que tinham o objetivo de determinar as características ideais para um couraçado construído nas limitações de 36 mil toneladas do Tratado Naval de Washington. Estes estudos iniciais determinaram que o navio deveria ser armado com oito canhões de 330 milímetros, ter uma velocidade máxima de trinta nós (56 quilômetros por hora) e uma proteção de blindagem forte. A Reichsmarine na época estava restringida pelos termos do Tratado de Versalhes que encerrou a Primeira Guerra Mundial, o que limitava seus navios a no máximo 10,1 mil toneladas de deslocamento. O esboço de projeto para o que se tornaria a Classe Bismarck foi produzido em 1933 pelo Escritório de Construção e o projeto final foi aprovado em 1936. O conselheiro ministerial Hermann Burckhardt foi o responsável pelo projeto, posteriormente supervisionando o lançamento do Tirpitz. A liderança naval precisou lidar nesse período com diferentes problemas, incluindo o uso estratégico e operacional de uma embarcação desse tipo e o melhor sistema de propulsão. Jogos de guerra sugeriram que novos couraçados poderiam ser usados tanto para atacar rotas comerciais francesas a longas distâncias quanto lutar batalhas tradicionais contra franceses e poloneses, que eram considerados as maiores ameaças. A equipe de projeto colocou grande ênfase em estabilidade e proteção devido à inferioridade numérica da frota alemã e a suposição de que as batalhas navais ocorreriam em distâncias relativamente curtas no Mar do Norte. Um cinturão de blindagem vertical muito espesso foi adotado junto com uma blindagem superior bem pesada e muita proteção contra estilhaços na proa e popa.
Os alemães descobriram em junho de 1934 que a Marinha Real Italiana tinha decidido construir dois couraçados de 36 mil toneladas armados com o que se acreditava então serem canhões de 350 milímetros – a Classe Littorio, que na verdade seria armada com armas de 381 milímetros – o que certamente provocaria a construção de navios similares pela Marinha Nacional Francesa. De fato, a resposta francesa veio no ano seguinte com a encomenda de dois couraçados da Classe Richelieu. Os dois couraçados seguintes construídos pela Alemanha teriam de ter um tamanho e armamento similar para poderem acompanhar os franceses. Os alemães estavam por volta da mesma época se preparando para negociarem com os britânicos sobre um acordo naval bilateral que na prática acabaria com as restrições do Tratado de Versalhes. Em troca, a Reichsmarine limitaria o tamanho da sua frota a um terço da Marinha Real Britânica. A equipe de projeto alemã assim começou a trabalhar no final de outubro de 1934 para estabelecer os requerimentos de armamento, blindagem e velocidade. Um projeto preliminar foi finalizado em novembro, que era para uma embarcação armada com oito canhões de 330 milímetros em quatro torres de artilharia duplas, protegida por um cinturão blindado de 350 milímetros de espessura e capaz de uma velocidade máxima de trinta nós. A equipe salientou que tal navio provavelmente ultrapassaria o limite de 36 mil toneladas, assim torres de artilharia triplas e quádruplas deveriam ser consideradas a fim de reduzir o peso.
A equipe de projeto tinha decidido que quatro torres de artilharia duplas seriam a melhor solução para a distribuição da bateria principal, pois proporcionariam o mesmo poder de fogo à vante e à ré, mais um controle de disparo simplificado. Este arranjo era igual ao da Classe Bayern, os últimos couraçados da Marinha Imperial Alemã. Esta similaridade levou à especulações de que a Classe Bismarck era essencialmente uma cópia de sua predecessora, porém na verdade as únicas características compartilhadas eram o arranjo da bateria principal e um sistema de propulsão em três eixos. Os trabalhos de projeto continuaram por janeiro de 1935 e o general almirante Erich Raeder, o comandante da Reichsmarine, se encontrou com os vários departamentos a fim de refinar os requerimentos de projeto. O Departamento de Armamento Naval argumentou um aumento do tamanho dos canhões principais para 350 milímetros com o objetivo de manter paridade com os couraçados italianos e franceses, algo aprovado por Raeder em 19 de janeiro. Este departamento levantou a possibilidade de aumentar as armas ainda mais para 380 milímetros em março, porém Raeder inicialmente rejeitou a ideia devido ao aumento significativo de deslocamento. Ele aprovou a versão de 350 milímetros em 1º de abril, mas mesmo assim deixou aberta a opção de aumentar os canhões dependendo de desenvolvimentos estrangeiros. Raeder acabou adotando a arma de 380 milímetros em 9 de maio, principalmente porque o ditador Adolf Hitler tinha preferência por esse canhão.
Alemanha e Reino Unido assinaram o Acordo Naval Anglo-Germânico em junho de 1935, o que permitiu que a agora Kriegsmarine construísse couraçados a uma proporção de 35 por cento da tonelagem total da Marinha Real Britânica, o que na prática dava aos alemães paridade com os franceses em tonelagem total. Também fez da Alemanha uma participante no sistema internacional do Tratado Naval de Washington. Nessa altura a única grande questão ainda não resolvida era o sistema de propulsão, que dependia principalmente de questões estratégicas. Muitos oficiais graduados planejavam usar a Classe Bismarck no Oceano Atlântico, o que necessitaria de uma autonomia maior, porque precisariam realizar uma longa viagem dos portos alemães e o país não tinha bases além-mar onde reabastecer. Os construtores examinaram motores a diesel, turbinas a vapor e um sistema turbo-elétrico; este último era a escolha preferida, pois tinha sido extremamente bem-sucedida nos porta-aviões da Classe Lexington da Marinha dos Estados Unidos e no transatlântico francês SS Normandie. Raeder aprovou os motores turbo-elétricos, porém a Siemens-Schuckert, a fabricante contratada para produzi-los, não conseguiu cumprir os requerimentos da Kriegsmarine e deixou o projeto menos de um mês antes da construção do Bismarck começar, forçando a adoção de turbinas a vapor.
O deslocamento da Classe Bismarck acabou limitado pelo tamanho do Canal de Kiel e pelas capacidades da infraestrutura existente em Kiel e Wilhelmshaven, não por acordos internacionais. O Escritório de Construção informou Raeder em 11 de fevereiro de 1937 que as embarcações não poderiam ter um deslocamento maior que 43 mil toneladas devido à restrições portuárias e profundidade de canais. O escritório também expressou sua preferência pela construção de um terceiro navio e a permanência dentro do limite de 36 mil toneladas. O contra-almirante Werner Fuchs, o chefe do Escritório de Comando Geral do Alto Comando da Marinha, aconselhou Raeder e Hitler de que modificações seriam necessárias para reduzir o deslocamento a fim de garantir que os novos couraçados ficassem dentro dos limites do Segundo Tratado Naval de Londres, assinado no ano anterior. O Japão tinha se recusado a assinar este tratado, assim a chamada "cláusula do escalonamento" entrou em efeito em 1º de abril de 1937, permitindo que os signatários construíssem navios de até 46 mil toneladas. O projeto final tinha um deslocamento de 42,1 mil toneladas, dentro do limite, assim as modificações de Fuchs foram descartadas.
Raeder e outros oficiais graduados da Kriegsmarine tinham a intenção de usar os couraçados em missões contra rotas de comércio francesas e depois britânicas no Oceano Atlântico, mas eles não foram projetados para esse tipo de operação. Suas turbinas a vapor não proporcionavam a autonomia suficiente e muitas das decisões feitas em relação ao armamento e esquema de blindagem refletem a expectativa de lutar uma batalha naval tradicional na relativa curta-distância do Mar do Norte. Essa desconexão entre como a Classe Bismarck foi projetada e como ela acabou sendo usada representam a incongruência estratégica que dominou a construção naval alemã na década de 1930.

## Projeto

### Características

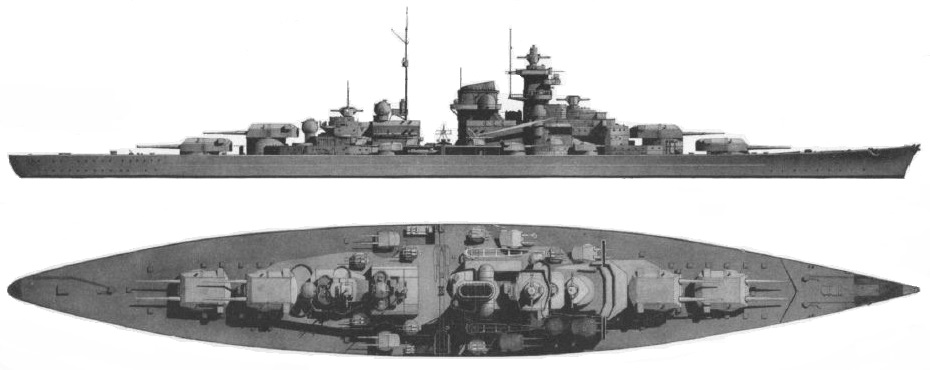
Desenho do Tirpitz

A Classe Bismarck tinha 241,6 metros de comprimento da linha de flutuação e 251 metros de comprimento de fora a fora, uma boca de 36 metros e um calado projetado de 9,3 metros, mas este podia ser de 8,63 metros em deslocamento padrão e 9,9 metros em deslocamento carregado. As embarcações tinham um deslocamento projetado de 45 950 toneladas; o deslocamento padrão do Bismarck era de 41,7 mil toneladas, enquanto seu deslocamento carregado chegava a 50,3 mil toneladas. O Tirpitz era mais pesado, tendo um deslocamento padrão de 42,9 mil toneladas e um deslocamento carregado de 52,6 mil toneladas. Os couraçados tinham um fundo duplo que cobria 83 por cento do comprimento do casco e eram subdivididos em 22 compartimentos estanques. Soldagem foi usada em aproximadamente noventa por cento das construções. A popa foi construída de forma muito fraca, algo que teria consequências significativas na carreira do Bismarck. O custo de construção do Bismarck foi de 196 milhões de reichsmarks, já o Tirpitz custou ligeiramente menos a 191,6 milhões de reichsmarks. Os dois eram equipados com sete holofotes.
Os navios eram muito estáveis, principalmente por conta de sua boca larga. Eles sofriam apenas de arfadas e balanços leves, mesmo quando navegando nos mares bravios do norte do Oceano Atlântico. Ambos eram responsivos aos comandos do timão, sendo capazes de manobrar com mudanças de leme de pelo menos cinco graus. Com o leme completamente virado, os couraçados angulavam apenas três graus, mas perdiam até 65 por cento de sua velocidade. Sua capacidade de manobra quando navegavam em baixa velocidade ou quando navegavam de ré era ruim, consequentemente rebocadores eram necessários em áreas confinadas para evitar colisões ou encalhamentos. Sua tripulação padrão era de 103 oficiais e 1 962 marinheiros, porém a tripulação do Tirpitz tinha crescido por volta de 1943 para 108 oficiais e 2,5 mil marinheiros. Os navios também levavam várias embarcações menores, incluindo três barcos de piquete, quatro barcas, uma lancha, dois escalers, dois cúteres, dois yawls e dois botes.
Haviam diferenças significativas entre o Bismarck e o Tirpitz, apesar de serem da mesma classe. A cobertura da chaminé do Bismarck era cinza-prateada, enquanto aquela do Tirpitz era preta. Os dois guindastes do Bismarck ficavam 3,5 metros mais para fora e três metros mais a ré do que aqueles do Tirpitz, com os do Tirpitz também ficando instalados no convés da superestrutura. Duas das montagens de 105 milímetros do Bismarck ficavam cinco metros mais para dentro. O Bismarck foi lançado ao mar com uma proa reta, enquanto o Tirpitz já tinha uma proa atlântica. Os dois receberam uma bobina de desmagnetização antes de entrarem em serviço. O Bismarck tinha um hangar de hidroaviões único em cada lado da chaminé e um hangar duplo na base do mastro principal, já o Tirpitz tinha dois hangares duplos na base do mastro principal. Quatro paravanes para varredura de minas navais estavam à disposição, dois de cada lado do convés de ré da superestrutura. Estes eram usados em conjunto com o equipamento de proteção da proa.

### Propulsão

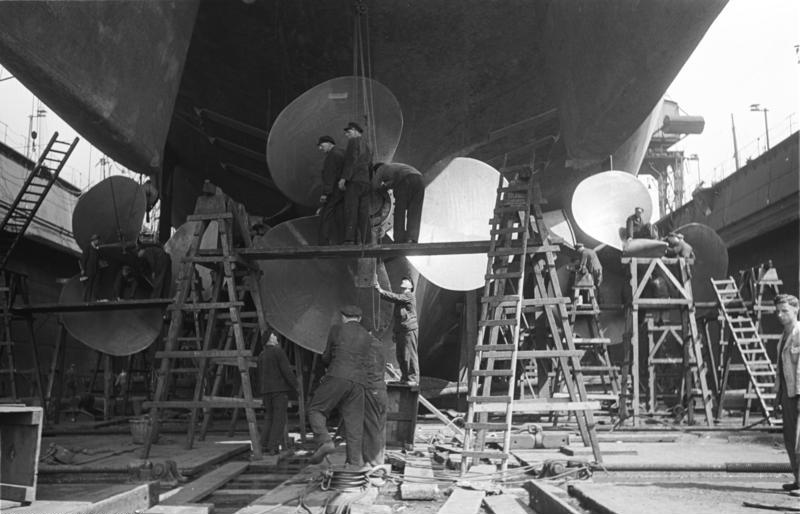
As hélices do Bismarck em 1939

O sistema de propulsão da Classe Bismarck consistia em três conjuntos de turbinas a vapor, produzidas pela Blohm & Voss para o Bismarck e pela Brown, Boveri & Cie para o Tirpitz. Cada turbina girava uma hélice de três lâminas que tinham 4,7 metros de diâmetro. O arranjo de três eixos foi escolhido sobre um de quatro eixos, que era o comum em navios capitais estrangeiros, porque economizava peso. As turbinas de alta e média pressão funcionavam a 2 825 rotações por minuto em deslocamento carregado, enquanto as turbinas de baixa pressão funcionavam a 2 390 rotações por minuto. As turbinas eram impulsionadas pelo vapor oriundo de doze caldeiras Wagner de tubos d'água de pressão ultra alta que queimavam óleo combustível. Os couraçados originalmente seriam equipados com turbinas de transmissão elétricas que gerariam 46 mil cavalos-vapor (34 mil quilowatts) cada. Estas permitiriam uma velocidade máxima maior, porém ao custo de mais peso. As turbinas a vapor eram significativamente mais leves e consequentemente tinham uma ligeira vantagem em performance. As turbinas a vapor também tinham uma construção significativamente mais robusta.
Ambos eram capazes de uma velocidade de trinta nós. O Bismarck alcançou 30,01 nós (55,58 quilômetros por hora) durante seus testes marítimos, enquanto o Tirpitz foi capaz de 30,8 nós (57 quilômetros por hora) durante os seus. Esta diferença foi resultado do aumento significativo de potência para o Tirpitz, que conseguiu gerar 163 023 cavalos-vapor (119 903 quilowatts), comparados a 148 116 cavalos-vapor para o Bismarck. Os dois tinham capacidades diferentes de combustível; o Bismarck foi projetado para carregar 3,2 mil toneladas de óleo combustível, porém poderia armazenar até 6,4 mil toneladas em uma configuração normal e até 7,4 mil toneladas com tanques de combustível extras. Já o Tirpitz foi projetado para carregar três mil toneladas de óleo combustível, mas com locais extras de armazenamento este valor podia chegar a 7 780 toneladas. A uma velocidade de dezenove nós, o Bismarck tinha uma autonomia de 8 525 milhas náuticas (15 788 quilômetros) e o Tirpitz de 8 870 milhas náuticas (16 430 quilômetros).
A adoção do esquema de três eixos para a Classe Bismarck causou sérios problemas. O eixo central enfraquecia a quilha, especialmente onde ele saía do casco. Por outro lado, o arranjo comum de quatro eixos permitia uma maior força para o casco, além de uma maior capacidade de manobra sem o uso do leme e usando apenas as revoluções das hélices. O Bismarck sofreu com essa deficiência durante sua ação em maio de 1941, quando um acerto de torpedo incapacitou um de seus lemes, com seu curso não podendo ser mudado pela alteração das revoluções das hélices. Esse problema tinha sido revelado durante seus testes marítimos, mas não havia meio de corrigi-lo.
A energia elétrica provinha de uma variedade de geradores, todos produzidos pela Garbe, Lahmeyer & Co., incluindo duas usinas elétricas de quatro geradores a diesel de quinhentos quilowatts, duas usinas com cinco turbo-geradores de 690 quilowatts cada, uma com um gerador de 460 quilowatts conectado a um gerador de quatrocentos quilovoltamperes em corrente alternada e um gerador a diesel de 550 quilovoltamperes. O total gerado era de 7 910 quilowatts a 220 volts.

### Armamento

#### Principal

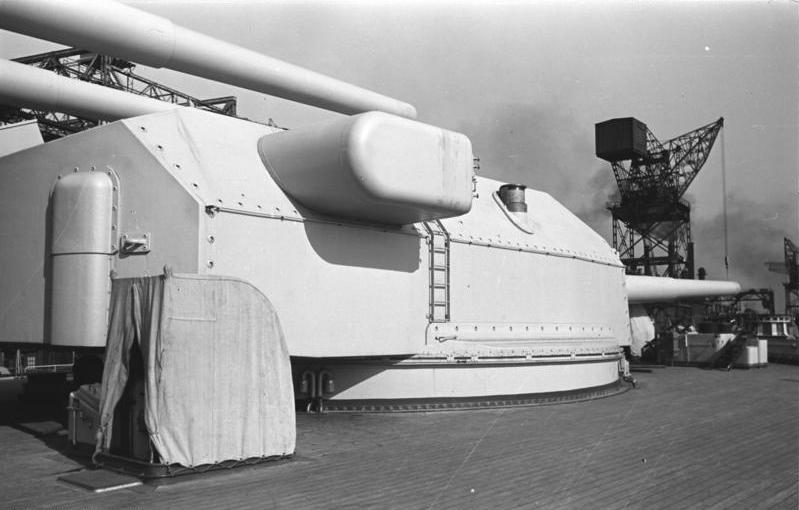
A primeira torre de artilharia principal do Bismarck em 1940

A bateria principal da Classe Bismarck consistia em oito canhões SK C/34 calibre 52 de 380 milímetros montados em quatro torres de artilharia duplas, duas sobrepostas localizadas à vante da superestrutura e duas sobrepostas à ré. Elas eram nomeadas, da proa para a popa, de Anton, Bruno, Caesar e Dora. As armas tinham uma elevação máxima de trinta graus, o que dava um alcance máximo de 36,5 quilômetros. Elas disparavam projéteis de oitocentos quilogramas a uma velocidade de saída de 820 metros por segundo. A bateria principal tinha um suprimento total de 940 a 960 projéteis, aproximadamente 115 a 120 projéteis por arma. Esses canhões, assim como as outras grandes armas navais alemãs, foram projetadas pela Krupp e usavam um bloco de culatra corrediço que necessitava de cartuchos de latão para as cargas de propelente. Sob condições ideais, a cadência de tiro era de um disparo a cada dezoito segundos, ou três por minuto. As torres eram giradas eletricamente e os canhões elevados hidraulicamente, com a elevação sendo controlada remotamente. Os canhões precisavam voltar a uma elevação de 2,5 graus para serem recarregados. O Tirpitz mais adiante em sua carreira recebeu projéteis com temporizadores para combater os repetidos ataques aéreos.
O uso do arranjo de quatro torres de artilharia duplas em uma configuração quatro por dois era uma prática de projeto que tinha suas origens na Primeira Guerra Mundial. Quase todos os navios capitais do mundo pós-1921 foram equipados com torres triplas ou até mesmo quádruplas, o que permitia um número maior de canhões ao mesmo tempo que o número de torres era reduzido. Um menor número de torres reduzia o comprimento da cidadela blindada dos couraçados, especialmente o comprimento dos depósitos de munição e a blindagem necessária para protegê-los, além do comprimento da própria embarcação. Torres triplas chegaram a ser consideradas para a Classe Bismarck, mas houve preocupações de que o canhão extra iria diminuir a cadência de tiro geral da torre, também existindo temores de que um único acerto do inimigo poderia incapacitar boa parte do poder de fogo do navio. Os projetistas também achavam que as torres duplas permitiam melhores arcos de disparo e uma sequência mais eficaz de salvos.

#### Secundário

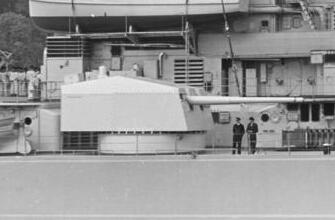
Uma das torres de artilharia secundárias do Bismarck em 1940

A bateria secundária consistia em doze canhões SK C/28 calibre 55 de 149 milímetros em seis torres de artilharia duplas, três em cada lateral. Estas torres eram baseadas nas torres únicas instaladas nos couraçados da Classe Scharnhorst. Elas podiam elevar as armas até quarenta graus e abaixar até dez graus negativos, tendo uma cadência de tiro de seis disparos por minuto. Disparavam projéteis de 45,3 quilogramas a uma velocidade de saída de 875 metros por segundo, podendo acertar alvos a uma distância de 23 quilômetros em elevação máxima. Os canhões do Tirpitz posteriormente também receberam projéteis com temporizadores.
A decisão de instalar canhões de 149 milímetros de baixa elevação foi criticada por historiadores navais. Antony Preston chegou a afirmar que "impuseram uma severa punição de peso", ao mesmo tempo que couraçados norte-americanos e britânicos estavam sendo armados com armas de duplo-propósito. William H. Garzke e Robert O. Dulin comentaram que "o número de armamentos de duplo-propósito teria possivelmente aumentado o número de armas antiaéreas, porém talvez pudesse ter enfraquecido a defesa contra ataques de contratorpedeiros, algo que os especialistas navais alemães consideravam mais importante".

#### Antiaéreo
Como originalmente construídos, os navios da Classe Bismarck eram armados com uma bateria antiaérea de dezesseis canhões C/33 calibre 65 de 105 milímetros em oito montagens duplas, dezesseis canhões C/30 calibre 83 de 37 milímetros em oito montagens duplas e doze canhões C/30 de 20 milímetros em montagens individuais. As armas de 105 milímetros eram as mesmas da Classe Scharnhorst e ficavam no primeiro convés da superestrutura. Duas das montagens do Tirpitz foram movidas mais à vante depois do naufrágio do Bismarck a fim de melhorar os arcos de disparo. Os dezesseis canhões eram guiados por quatro diretórios de controle de disparo, dois à ré da torre de comando, um à ré do mastro principal e um diretamente atrás da torre Caesar. Os diretórios do Tirpitz eram cobertos por domos de proteção, enquanto os do Bismarck não.
As armas de 37 milímetros ficavam espalhadas pela superestrutura. As montagens eram operadas manualmente e estabilizadas automaticamente contra arfadas e balanços. Elas tinham um suprimento total de 32 mil projéteis O número total de canhões de 20 milímetros aumentou no decorrer do tempo para ambos os couraçados, com eles inicialmente tendo à disposição 24 mil projéteis. O Bismarck recebeu duas montagens quádruplas, totalizando vinte armas de 20 milímetros. Já o Tirpitz foi recebendo mais e mais com o passar dos anos até chegar a 78 armas em montagens únicas e quádruplas. Em 1944 ele tinha à disposição mais de noventa mil projéteis.

### Blindagem

Corte transversal de um navio da Classe Bismarck mostrando o esquema de blindagem na altura das salas das caldeiras

As placas de blindagem eram em sua maioria feitas de aço-cimentado Krupp. Este tinha duas classificações: "Odin Mole" e "Odin Duro". A Classe Bismarck tinha um cinturão principal de blindagem cuja espessura variada de 220 a 320 milímetros; a seção mais espessa cobria a parte central dos navios, onde as barbetas, depósitos de munição e salas de máquinas ficavam localizadas. O cinturão era fechado em cada extremidade por uma antepara transversal de 220 milímetros de espessura. Tinham um convés superior de cinquenta milímetros e um convés blindado de cem a 120 milímetros de espessura à meia-nau, reduzindo-se para sessenta milímetros na proa e oitenta milímetros na popa. O convés ficava bem baixo no casco, o que reduzia o volume de espaços internos protegidos pela cidadela blindada. Isto contrastava com projetos contemporâneos de norte-americanos e britânicos, que tinham um único convés blindado alto nos navios.
A torre de comando de vante tinha um teto de duzentos milímetros de espessura e laterais de 350 milímetros, enquanto o telêmetro tinha um teto blindado de cem milímetros e laterais de duzentos milímetros. A torre de comando de ré tinha uma proteção bem mais leve, com tento de cinquenta milímetros e laterais de 150 milímetros. O telêmetro de ré tinha um teto de cinquenta milímetros e laterais de cem milímetros. As torres de artilharia principais eram razoavelmente bem protegidas: os tentos dianteiros tinham 180 milímetros e os traseiros 130 milímetros de espessura, as laterais tinham duzentos milímetros e as frentes tinham 360 milímetros com escudos de 220 milímetros. A espessura dessas blindagens eram menores que aquelas de couraçados britânicos e franceses contemporâneos. Por outro lado, a bateria secundária era mais bem protegida que a maioria de outros couraçados. As torres de 149 milímetros tinham tetos de 35 milímetros, laterais de quarenta milímetros e frentes de cem milímetros. As armas de 105 milímetros tinham escudos de vinte milímetros.
A proteção subaquática podia resistir a uma carga explosiva de 250 quilogramas de TNT. A profundidade era de 5,5 metros, com a espessura da antepara longitudinal sendo de 53 milímetros. A proteção geral do fundo tinha 1,7 metro de profundidade. A cidadela podia resistir a um acerto de um projétil de 380 milímetros de uma tonelada e que fosse disparado a uma distância de 17,8 a 21 quilômetros no caso da área das salas de máquinas e de 23,3 quilômetros no caso da área dos depósitos de munição.

## Navios
| Navio    | Construtor        | Homônimo           | Batimento             | Lançamento              | Comissionamento         | Destino                            |
| -------- | ----------------- | ------------------ | --------------------- | ----------------------- | ----------------------- | ---------------------------------- |
| Bismarck | Blohm & Voss      | Otto von Bismarck  | 1º de julho de 1936   | 14 de fevereiro de 1939 | 24 de agosto de 1940    | Afundado em 27 de maio de 1941     |
| Tirpitz  | Kriegsmarinewerft | Alfred von Tirpitz | 2 de novembro de 1936 | 1º de abril de 1939     | 25 de fevereiro de 1941 | Afundado em 12 de novembro de 1944 |

## História

### Construção

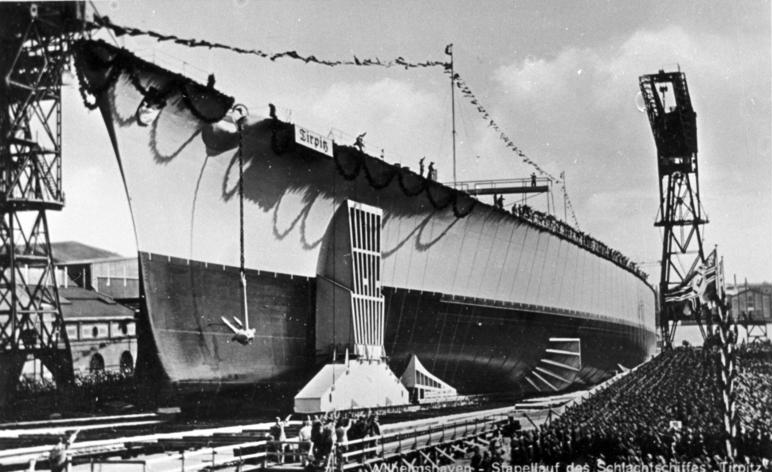
O lançamento do Tirpitz em 1939

O batimento de quilha do Bismarck ocorreu em 1º de julho de 1936 nos estaleiros da Blohm & Voss em Hamburgo. Recebeu o número de construção 509 e o nome de contrato Ersatz Hannover, pois tinha a intenção de ser um substituto do antigo pré-dreadnought Hannover. Foi lançado ao mar na presença de Hitler em 14 de janeiro de 1939. Foi batizado por Dorothee von Löwenfeld, neta do chanceler Otto von Bismarck, o homônimo do navio. Originalmente tinha uma proa reta, porém experiências com outros navios revelaram a necessidade de uma proa clipper, também chamada de atlântica, para impedir que o navio ficasse muito molhado em mares bravios, alteração esta realizada durante o processo de equipagem. Foi comissionado na frota em 24 de agosto de 1940. Deixou Hamburgo três semanas depois para testes marítimos no Mar Báltico, retornando em dezembro para a finalização da equipagem. Mais testes ocorreram no Báltico em março e abril de 1941, com o Bismarck sendo declarado pronto para o serviço no início de maio.
O Tirpitz teve seu batimento de quilha em 20 de outubro de 1936 na Kriegsmarinewerft em Wilhelmshaven. Recebeu o número de construção 128 e foi encomendado com o nome de contrato Ersatz Schleswig-Holstein, sendo um substituto para o antigo pré-dreadnought Schleswig-Holstein. Foi lançado ao mar em 1º de abril de 1939 e batizado por Ilse von Hassel, filha do grande almirante Alfred von Tirpitz, o realizador da Frota de Alto-Mar alemã da Primeira Guerra Mundial e homônimo da embarcação. Os trabalhos de equipagem duraram até 1º de fevereiro de 1941, com o Tirpitz sendo comissionado na frota em 25 de fevereiro. Seguiram-se uma série de testes marítimos, primeiro no Mar do Norte e depois no Mar Báltico, sendo considerado pronto para o serviço em janeiro de 1942.

### Bismarck

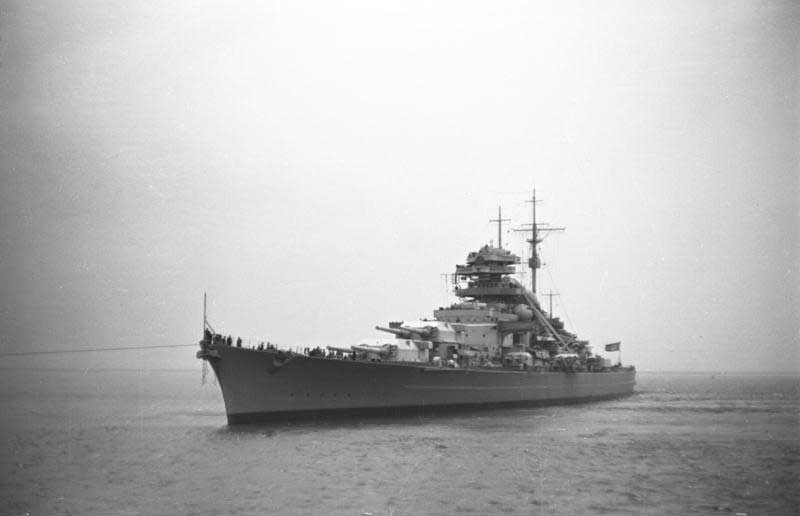
O Bismarck em 1940

Planos foram elaborados depois do Bismarck entrar em serviço para uma surtida no norte do Oceano Atlântico, a Operação Rheinübung. Esta inicialmente teria uma força composta pelo Bismarck, Tirpitz e os dois couraçados da Classe Scharnhorst. Entretanto, o Tirpitz ainda não estava pronto em maio de 1941 e o Scharnhorst estava em manutenção. A força assim foi reduzida ao Bismarck, Gneisenau e o cruzador pesado Prinz Eugen. O Gneisenau acabou danificado por um ataque aéreo britânico, assim foi decidido que apenas o Bismarck e o Prinz Eugen realizariam a operação. O almirante Günther Lütjens foi colocado no comando da ação.
Os alemães deixaram Gotenhafen para o Atlântico na manhã de 19 de maio. Os dois encontraram o cruzador sueco HM Gotland no Kattegat; este avistamento foi repassado pela Marinha Sueca ao adido naval britânico em Estocolmo. A Força Aérea Real britânica realizou reconhecimento aéreo do fiorde na Noruega onde os navios alemães tinham parado a fim de confirmar o avistamento. Por algum motivo, Lütjens não reabasteceu as mil toneladas de combustível que o Bismarck tinha gastado na viagem até então.

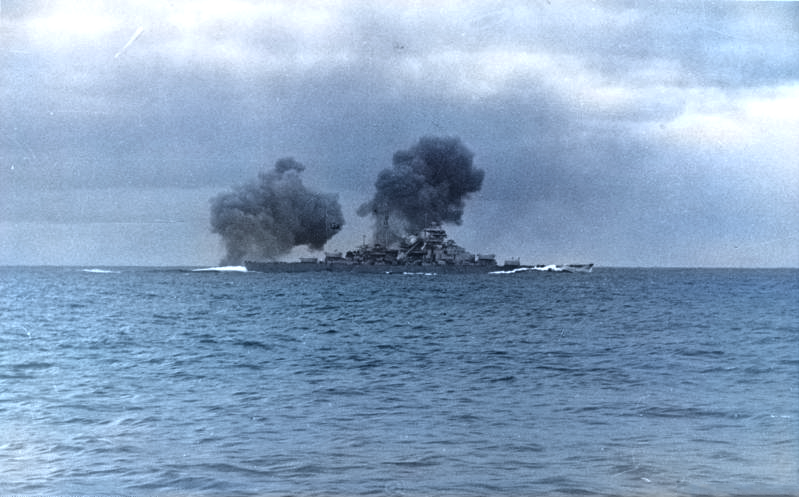
O Bismarck disparando contra o Prince of Wales após o naufrágio do Hood

O Bismarck e o Prinz Eugen alcançaram o Estreito da Dinamarca em 23 de maio. Eles enfrentaram brevemente os cruzadores pesados britânicos HMS Norfolk e HMS Suffolk naquela mesma tarde, com estes então passando a segui-los. Observadores a bordo do Bismarck avistaram às 6h00min do dia seguinte a aproximação do cruzador de batalha HMS Hood e do couraçado HMS Prince of Wales. Na Batalha do Estreito da Dinamarca, os britânicos navegaram diretamente em direção aos alemães antes de tentarem virar e entrar em um curso paralelo. Durante esta curva, um projétil de 380 milímetros do Bismarck penetrou em um dos depósitos de munição do Hood, causando uma explosão catastrófica que destruiu o navio. Os alemães então concentraram seus disparos no Prince of Wales, que foi forçado a recuar. Este mesmo assim conseguiu um acerto direto na proa do Bismarck, fazendo com que duas mil toneladas de água entrassem no couraçado. Ele também estava vazando óleo, facilitando o esforço dos britânicos em segui-lo.
O Prince of Wales encontrou-se com o Norfolk e Suffolk depois de recuar e os três brevemente atacaram o Bismarck por volta das 18h00min, mas nenhum dos lados acertou o outro. Nessa altura, dezenove navios britânicos estavam envolvidos na perseguição aos alemães, incluindo seis couraçados e cruzadores de batalha, dois porta-aviões e vários cruzadores e contratorpedeiros. Lütjens em seguida decidiu destacar o Prinz Eugen para que este pudesse continuar a operação sozinho enquanto o Bismarck voltava para um porto na França. Um grupo de torpedeiros Fairey Swordfish do porta-aviões HMS Victorious atacou o Bismarck pouco antes da meia-noite de 24 de maio, acertando um torpedo à meia-nau que não causou nenhum dano sério. Entretanto, o choque da explosão aliado às manobras em alta velocidade do navio danificaram os reparos temporários que haviam parado a inundação da batalha anterior. Seu velocidade foi reduzida para dezesseis nós (trinta quilômetros por hora) a fim de diminuir a inundação e permitir que equipes de controle de danos trabalhassem.
O Bismarck deu a volta e passou atrás de seus perseguidores na madrugada de 25 de maio. Esta manobra conseguiu despistar os britânicos, que seguiram para o lado errado em uma tentativa de encontrar o couraçado. Entretanto, Lütjens não sabia que tinha escapado e assim enviou uma série de transmissões de rádio que foram captadas pelos britânicos e usadas para fazer uma estimativa de sua posição. Um hidroavião Consolidated PBY Catalina avistou o Bismarck na manhã de 26 de maio a 690 milhas náuticas (1 280 quilômetros) ao noroeste de Brest, então navegando a uma velocidade que o colocaria dentro do raio de ação de aeronaves e submarinos alemães em 24 horas. As únicas forças britânicas próximas o bastante eram o porta-aviões HMS Ark Royal e sua escolta, o cruzador de batalha HMS Renown. Quinze Swordfish do Ark Royal decolaram para um ataque às 20h30min. Acredita-se que três torpedos acertaram o navio; os dois primeiros não causaram danos sérios, mas o terceiro emperrou os lemes do Bismarck em uma virada para estibordo. Estes danos não podiam ser consertados e o couraçado passou a virar em um grande círculo em direção de seus perseguidores.

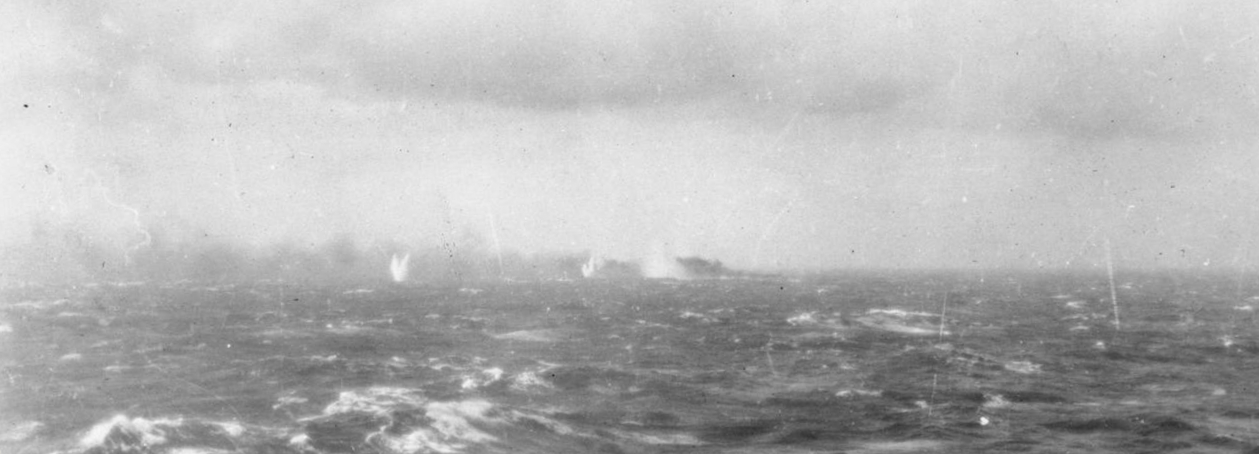
O Bismarck em chamas e sendo atacado por couraçados britânicos

Lütjens, aproximadamente uma hora depois do ataque dos Swordfish, fez a seguinte transmissão para o Comando Oeste do Grupo Naval: "Navio incapaz de manobrar. Lutaremos até o último projétil. Vida longa ao Líder." O couraçado HMS Rodney abriu fogo contra o Bismarck às 8h47min da manhã seguinte, seguido pouco depois pelo couraçado HMS King George V. O Bismarck abriu fogo três minutos depois, porém um projétil de 406 milímetros do Rodney destruiu suas torres de artilharia de vante às 9h02min. As torres de ré foram incapacitadas meia-hora depois. Os britânicos cessaram fogo por volta das 10h15min, com o couraçado alemão tendo sido transformando em destroços em chamas. Os britânicos estavam com muito pouco combustível, mas o Bismarck, apesar de em chamas e afundando, ainda não tinha naufragado. O cruzador pesado HMS Dorsetshire lançou vários torpedos contra o navio, que começou a adernar seriamente para bombordo. A tripulação da sala de máquinas do couraçado, por volta do mesmo momento do ataque do Dorsetshire, detonou cargas de afundamento. Ainda há discussões sobre a causa direta do naufrágio do Bismarck. Apenas 110 tripulantes alemães foram resgatados pelos britânicos antes de relatos de submarinos os forçaram a deixar a área. Outros cinco foram depois resgatados por embarcações alemãs.

### Tirpitz

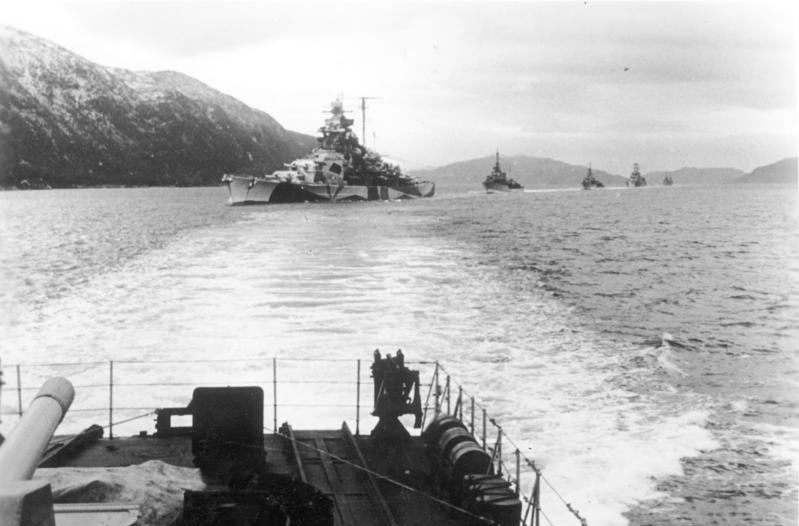
O Tirpitz e contratorpedeiros navegando no Fiorde de Bogen em 1942

A primeira ação do Tirpitz depois de entrar em serviço foi atuar como dissuasão contra uma possível tentativa de fuga da Frota do Báltico soviética depois da invasão alemã da União Soviética. O couraçado então juntou-se ao cruzador pesado Admiral Scheer e aos cruzadores rápidos Leipzig, Nürnberg e Köln, patrulhando a área próxima das ilhas Åland no Mar Báltico antes de voltar para Kiel. O Tirpitz partiu para a Noruega em 14 de janeiro de 1942 escoltado por quatro contratorpedeiros, chegando em Trondheim três dias depois. Os alemães tinham a intenção de usá-lo como uma frota de intimidação com o objetivo de prender forças navais britânicas na proteção de rotas de comboio de suprimentos para a União Soviética e dissuadir uma invasão da Noruega.
O navio, escoltado por quatro contratorpedeiros, partiu em 6 de março para uma incursão contra dois comboios britânicos. Os alemães tentaram interceptar os Comboios PQ-12 e QP-8, porém o clima ruim impediu que eles encontrassem os comboios. Os submarinos britânicos HMS Trident e HMS Seawolf avistaram o Tirpitz. Uma esquadra da Frota Doméstica composta pelos couraçados King George V e HMS Duke of York, o porta-aviões Victorious, o cruzador pesado HMS Berwick e vários contratorpedeiros foram enviados para interceptá-los, mas não encontraram os alemães. O Victorious lançou um ataque composto por doze torpedeiros Fairey Albacore, porém as aeronaves foram afugentadas sem acertarem os inimigos. O Tirpitz e os contratorpedeiros voltaram em segurança para a Noruega em 12 de março. Hitler, depois disto, ordenou que o couraçado não deveria atacar outro comboio a menos que o porta-aviões de escolta inimigo tivesse sido afundado ou incapacitado.
A Força Aérea Real lançou uma série de ataques aéreos fracassados contra o Tirpitz enquanto este estava no Fiorde de Fætten. O primeiro ocorreu entre os dias 30 e 31 de janeiro de 1942 e foi feito por sete bombardeiros Short Stirling e nove bombardeiros Handley Page Halifax. Este foi seguido por um segundo em 30 para 31 de março por 36 Halifaxes, um terceiro em 27 para 28 de abril por 26 Halifax e dez bombardeiros Avro Lancaster e um quarto em 28 para 29 de abril por 23 Halifaxes e onze Lancasters. Todas as missões fracassaram por uma combinação de ferrenha defesa antiaérea alemã e clima ruim. O couraçado passou por reformas no Fiorde de Fætten pelo resto do ano, não tendo acesso a nenhum tipo de doca seca. Consequentemente, o trabalho foi realizado de forma incremental, com uma grande ensecadeira sendo construída para que seus lemes pudessem ser substituídos. Garzke e Dulin afirmaram que "os reparos a este navio foram um dos feitos mais notáveis de engenharia naval durante a Segunda Guerra Mundial".

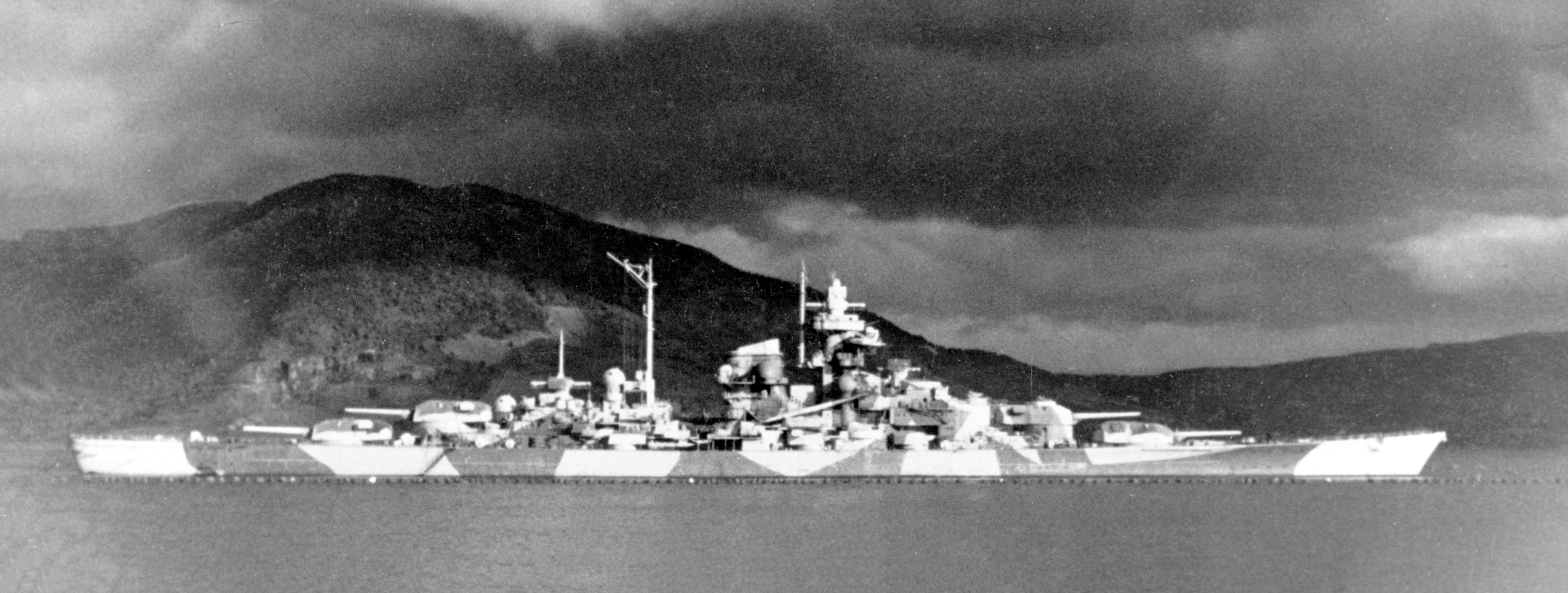
O Tirpitz no Fiorde de Ofot em 1943–1944

As reformas acabaram em janeiro de 1943 e o Tirpitz foi para o Fiorde de Alta, onde ficou realizando treinamentos junto com o Scharnhorst e o cruzador pesado Lützow até o meio do ano. Os dois couraçados mais nove contratorpedeiros bombardearam em 6 de setembro a ilha de Spitsbergen, que servia de ponto de reabastecimento britânico. As embarcações destruíram seus alvos e voltaram para o Fiorde de Alta; foi a única vez que o Tirpitz disparou seus canhões contra um inimigo de superfície. Seis minissubmarinos atacaram o navio na noite de 22 para 23 de setembro enquanto ele estava ancorado. Apenas dois dos minissubmarinos conseguiram plantar suas cargas explosivas no casco do couraçado. Elas detonaram e causaram enormes danos ao casco, eletrônicos, armas e equipamentos do Tirpitz, que foi neutralizado. Uma força de trabalho de por volta de mil homens realizou os reparos necessários pelos seis meses seguintes, que terminaram em março de 1944.

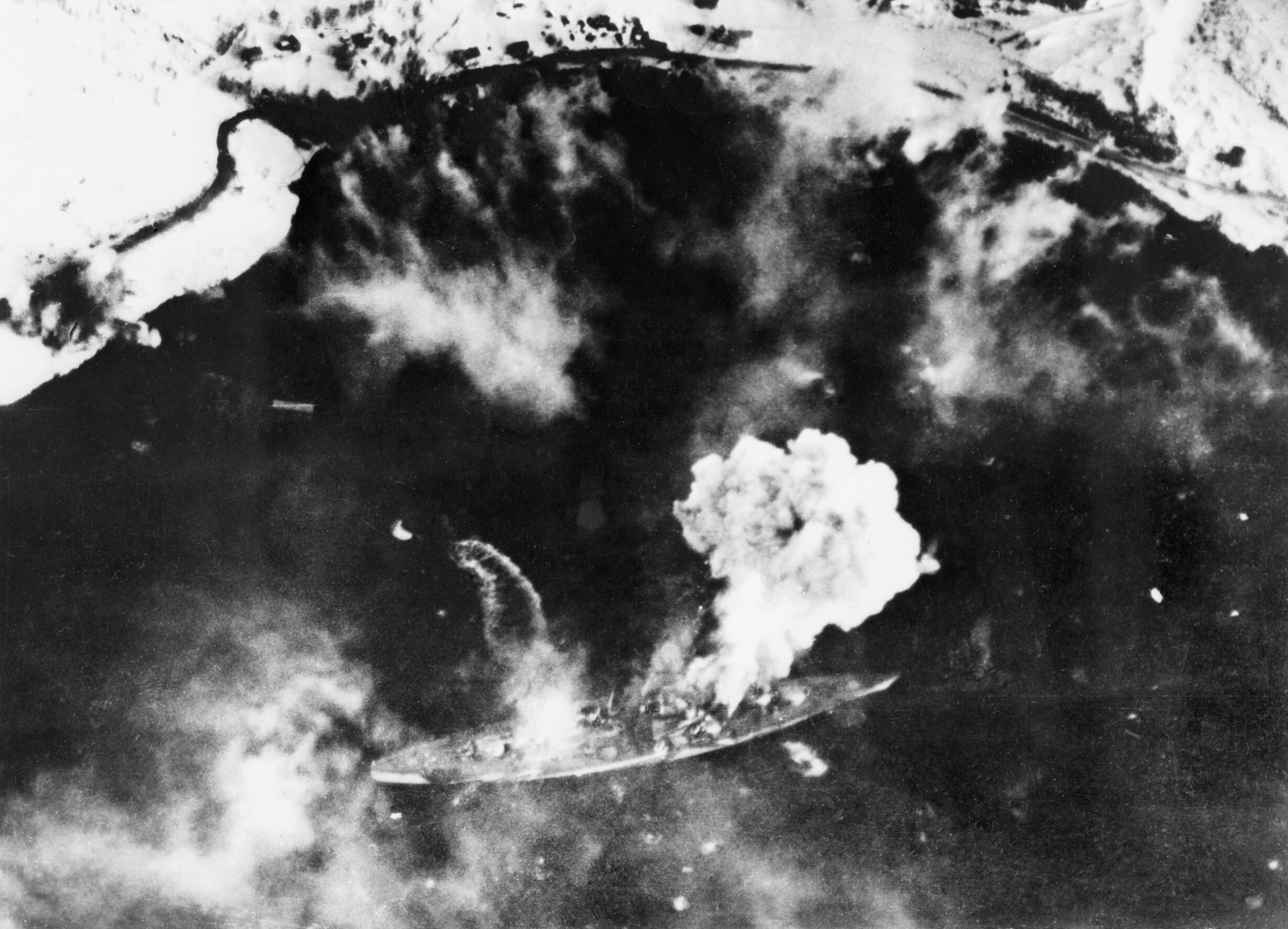
O Tirpitz sob ataque durante a Operação Tungstênio em 1944

Os britânicos retomaram seus ataques aéreos quase imediatamente depois dos reparos terem sido finalizados. A Marinha Real Britânica lançou a Operação Tungstênio em 3 de abril, quando quarenta caças e quarenta bombardeiros Fairey Barracuda de seis porta-aviões atacaram o navio. O Tirpitz foi acertado quinze vezes e houve mais dois quase acertos, que causaram danos sérios mais 122 tripulantes mortos e outros 316 feridos. Os britânicos tentaram repetir o ataque três semanas depois no dia 24, porém precisaram cancelar a operação devido ao clima ruim. A Operação Musculoso, outro ataque de porta-aviões, ocorreu em 15 de maio, porém a eficácia da ação foi prejudicada pelo clima. Outro ataque foi tentado em 28 de maio, mais uma vez cancelado pelo clima ruim. Já a Operação Mascote em 17 de julho foi frustrada por uma cortina de fumaça que os alemães lançaram ao redor do navio para escondê-lo.
A Operação Goodwood ocorreu no final de agosto. O primeiro ataque foi em 22 de agosto com 38 bombardeiros e 43 caças de cinco porta-aviões, porém os não conseguiram acertar o Tirpitz. O segundo ocorreu dois dias depois com 48 bombardeiros e 29 caças de três porta-aviões, desta vez acertando o couraçado duas vezes, mas sem causar danos sérios. A última operação da Marinha Real foi em 29 de agosto, quando 34 bombardeiros e 25 caças de dois porta-aviões tiveram seu ataque frustrado pela neblina.
A tarefa de afundar o Tirpitz foi devolvida para Força Aérea Real, que desta vez usou as novas bombas Tallboy de 5,4 toneladas. A Operação Paravane ocorreu em 15 de setembro, quando 27 Lancasters acertaram o navio uma vez na proa, com a bomba penetrando a embarcação e explodindo embaixo da quilha. Isto fez com que 1,5 mil toneladas de água entrassem no couraçado, que novamente foi incapacitado. O Tirpitz foi para Håkøya, próximo de Tromsø, em 15 de outubro a fim de ser usado como artilharia flutuante. Os britânicos lançaram a Operação Obviar duas semanas depois no dia 29 com 32 Lancasters. Apenas um quase acerto foi alcançado, mas isto fez mais água entrar no navio. Por fim, a Operação Catecismo ocorreu em 12 de novembro, quando 32 Lancasters atacaram e acertaram duas bombas mais um quase acerto. As bombas detonaram um dos depósitos de munição do Tirpitz e finalmente o afundaram. Entre 950 e 1 204 homens morreram. Os destroços foram desmontados entre 1948 e 1957.